# Hôtel Montbourcher
L’hôtel Montbourcher est un hôtel particulier de la commune de Rennes, dans le département d’Ille-et-Vilaine en région Bretagne.

## Localisation
Il se trouve au centre du département et dans le centre-ville historique de Rennes. Il est situé entre la place des Lices (au numéro 30, façade sud principale), la rue Saint-Louis (au numéro 25, façade et cour nord) et la rue des Minimes qui les relie.

## Historique
L'hôtel date de 1658, étant contemporain des autres hôtels particuliers de parlementaires qui bordent l'ouest de la place des Lices. Il est construit pour Jean Bossart, sieur du Clos, procureur-syndic de Rennes.
Il est la propriété de la famille de Montbourcher jusqu'à la Révolution.
Il est classé au titre des monuments historiques depuis le 28 avril 1964.

## Architecture

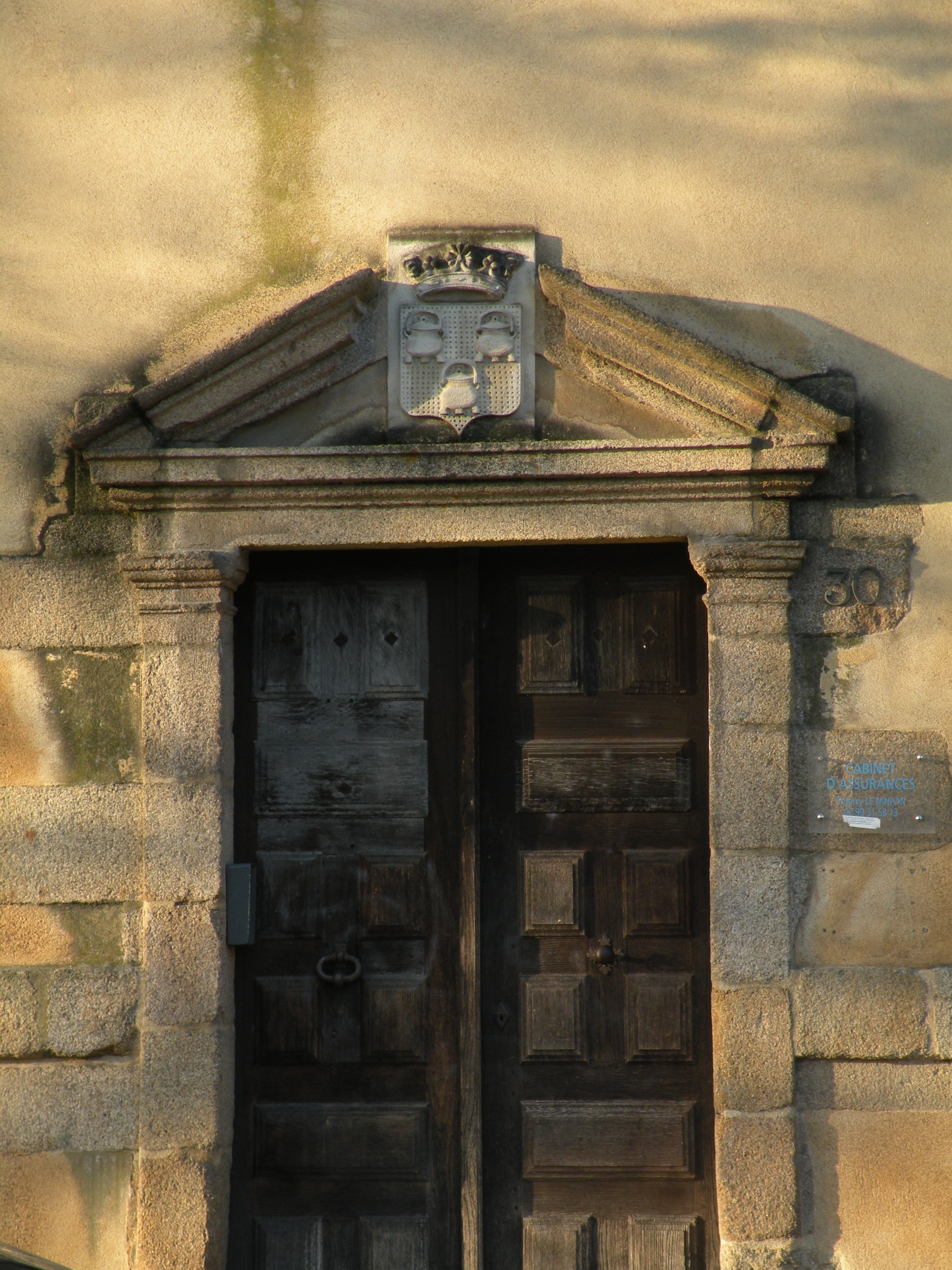
Porte d'entrée.
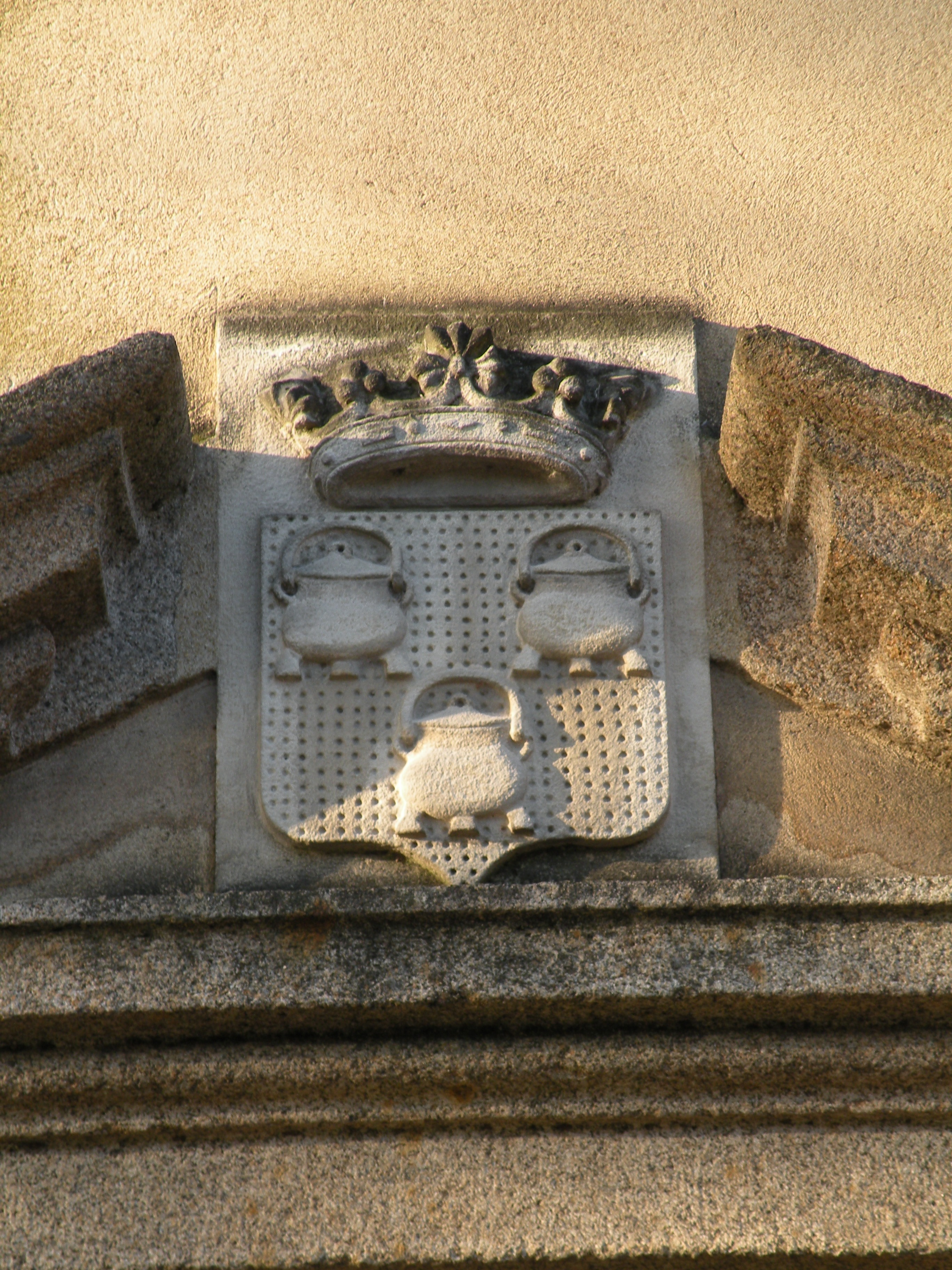
Blason au-dessus de la porte.
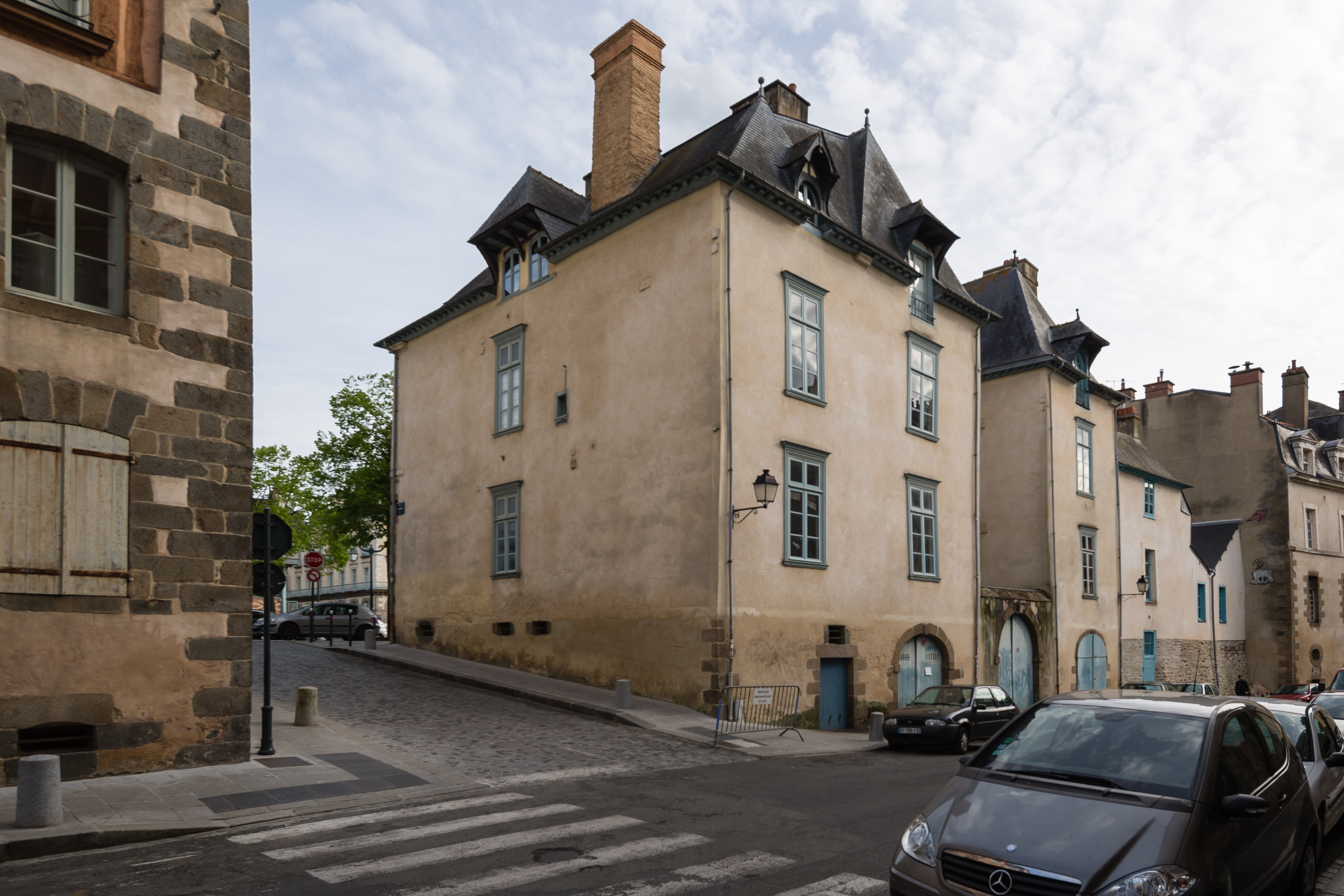
Façade arrière.